# 板部岡康雄
板部岡 康雄（いたべおか やすかつ、生没年不詳）は、戦国時代から安土桃山時代にかけての武将。後北条氏の家臣。板部岡江雪斎の養父。

## 略歴
父は後北条家の重臣・石巻家貞。弟に石巻康保、石巻康敬、石巻天用院らがいる。通称は右衛門尉。仮名は彦太郎。初めの姓名は石巻 康堅（いしまき やすかた）。
かなり早くから後北条家に仕えていたようで、天文5年（1536年）に彦太郎の名で史料に見えるので、北条氏綱の時代から後北条家に仕えていたようである。後に北条氏康に仕えたが、康の字は氏康の偏諱と見られる。
弘治元年（1555年）2月に板部岡氏の家督を継承して、小田原衆に列している。その後、名を康雄に改め、受領名も能登守を称した。
家貞の長男であったにもかかわらず他家に養子に出されているため、石巻氏の家督は次弟の康保が継承している。このことから庶子だった可能性もある。
板部岡氏の家督は養子に迎えた江雪斎が継承した。